# Starlet
Pour plus de détails, voir Fiche technique et Distribution.
Starlet est un film américain réalisé par Sean Baker, sorti en 2012.

## Synopsis
Le film narre la relation amicale qui se développe entre une jeune femme de 21 ans et une octogénaire de 85 ans après la découverte d'une réserve d'argent qui était caché lors de la vente d'un garage.

## Fiche technique
Sauf indication contraire, les informations mentionnées dans cette section peuvent être confirmées par la base de données cinématographiques IMDb,  présente dans la section « Liens externes ».
- Titre français : Starlet
- Réalisation : Sean Baker
- Scénario : Sean Baker et Chris Bergoch
- Direction artistique : Tatsuya Yamauchi
- Costumes : Shih-Ching Tsou
- Photographie : Radium Cheung
- Montage : Sean Baker
- Musique : Manual
- Pays d'origine : États-Unis
- Format : Couleurs - 35 mm - 2,35:1
- Genre : drame
- Durée : 103 minutes
- Dates de sortie :
  - États-Unis : 11 mars 2012 (South by Southwest Film Festival)
  - France : 23 octobre 2024

## Distribution
- Dree Hemingway : Jane
- Besedka Johnson : Sadie
- James Ransone : Mikey

## Sortie

### Accueil critique
En France, le site Allociné donne une moyenne de 3,5⁄5, d'après l'interprétation de 8 critiques de presse.